# Luciana Fuster
Pour les articles homonymes, voir Fuster.
Luciana Fuster Guzmán, née le 14 janvier 1999 à Callao, est une mannequin péruvienne, élue Miss Grand International 2023 à Hô Chi Minh-Ville au Vietnam. Elle a également remporté les titres Miss Grand Peru 2023, Miss Grand Pageant International 2016 et Miss Teen Model Peru 2015.

## Biographie
Fuster est née à Callao, a étudié  au Lycée Naval Admiral Guise, situé dans la municipalité de San Borja et a obtenu le baccalauréat en communication de masse de l'Université Péruvienne des Sciences Appliquées. Depuis son adolescence, elle s'est consacrée à devenir joueuse de volley-ball et de basket-ball dans les championnats locaux de sa catégorie, avec une participation mineure sur les courts,.

## Concours de beauté
Fuster a commencé les concours de beauté à l'âge de 15 ans quand elle a représenté Callao à Miss Teen Model Peru 2015 et a remporté le titre. Elle a ensuite représenté le Pérou à l'élection Miss Teen Pageant International 2016 au Brésil où elle a remporté le titre.

### Miss Grand Peru 2023
Le 22 juin 2023, Fuster a représenté Callao à Miss Grand Peru 2023 et a concouru contre 11 autres candidates au studio América Televisión de Lima où elle a remporté le titre et a été couronnée par Janet Leyva, Miss Grand Peru 2022.

### Miss Grand International 2023
Le 25 octobre 2023, Fuster a représenté le Pérou à Miss Grand International 2023 et a concouru contre 69 autres candidates au stade couvert de Phu Tho à Hô Chi Minh-Ville, au Vietnam, où elle a remporté la compétition et a succédé à la brésilienne Isabella Menin, Miss Grand International 2022,.

### Emplacements
| Concours                             | Placement | Emplacement                 | Récompenses spéciales                                                                                  | Représentée   |
| ------------------------------------ | --------- | --------------------------- | --- | ------------- |
| Miss Teen Model Peru 2015            | Gagnant   | Lima, Pérou                 | | Callao, Pérou |
| Miss Teen Pageant International 2016 | Gagnant   | Porto Alegre, Brésil        | | Pérou         |
| Miss Grand Peru 2023                 | Gagnant   | Lima, Pérou                 | | Callao, Pérou |
| Miss Grand International 2023        | Gagnant   | Hô Chi Minh-Ville, Viêt Nam | Top 4 – Country's Power of the Year Challenge Top 10 – Best in Swimsuit Top 20 – Best National Costume | Pérou         |